# Peneoïdeus
Els peneoïdeus (Penaeoidea) són crustacis decàpodes i formen una de les dues superfamílies del subordre dels dendrobranquiats.
Comprenen dos dels tipus de crustacis de més interès comercial, com són les gambes i els llagostins. Tenen el rostre ben desenvolupat i els tres primers parells de pereiopodis acaben en pinça.

## Sistemàtica
Aquesta superfamília compren cinc famílies:
- Aristèids (Aristeidae), Wood-Mason, 1891
- Bentesicímids (Benthesicymidae), Wood-Mason, 1891
- Penèids (Penaeidae), Rafinesque, 1815
- Siciònids (Sicyoniidae), Ortmann, 1898
- Solenocèrids (Solenoceridae), Wood-Mason, 1891